# Quartier Nord (Bruxelles)
Pour les articles homonymes, voir Espace Nord.
Le quartier Nord (en néerlandais : Noordwijk) ou l'espace Nord (en néerlandais : Noordruimte) est le second plus grand quartier d'affaires de Bruxelles et de Belgique, après le quartier Léopold (appelé aussi quartier européen) de Bruxelles.
Situé dans le nord des quartiers centraux de la ville, incluant la gare du Nord, il s'étale sur près de 50 hectares et comprend environ 1 200 000 m2 de bureaux occupés par 40 000 employés. Il est également habité par 8 000 habitants dont les origines et nationalités sont variables. Le quartier est situé à la jonction de trois des 19 communes de Bruxelles-Capitale, plus précisément Bruxelles-ville, Saint-Josse-ten-Noode et Schaerbeek. Il contient les faubourgs de Laeken auquel il correspond en grande partie, mais ne font actuellement plus partie de la zone postal 1020 comme le reste de Laeken.

## Historique
La gare de Bruxelles-Allée-Verte qui se situait le long du canal de Bruxelles à Vilvorde vit le jour le 5 mai 1835. Ce fut le premier chemin de fer inauguré par les Chemins de fer de l'État belge. En 1841, une autre gare s'ouvrit dans le nord de la capitale dans le but d'agrandir la gare de Bruxelles-nord et d'améliorer la jonction nord-sud. Ce fut la gare du "Jardin Botanique" qui est l'actuelle gare de Bruxelles-Nord.

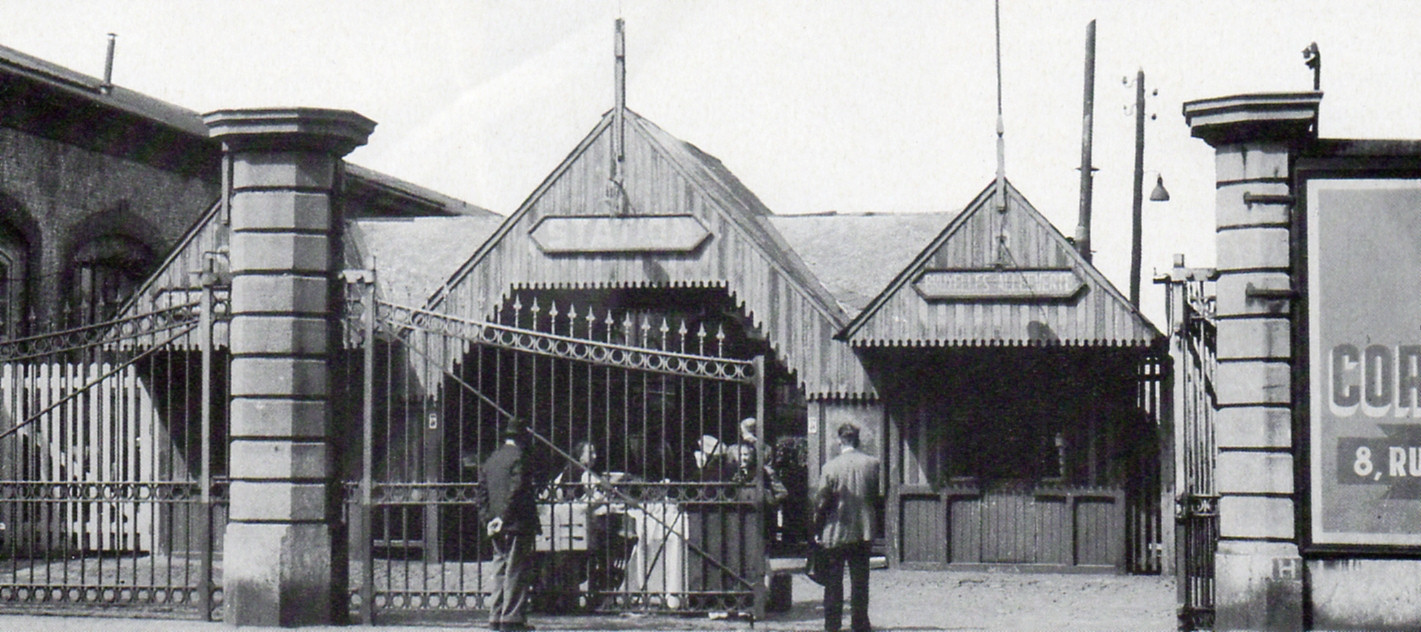
Gare de l'Allée-Verte à la fin du XIXe siècle.

Entre 1850 et 1890, le nord de Bruxelles fut énormément industrialisé en raison des voies ferrées et de nombreux habitants vinrent s'installer. Énormément d'étrangers vinrent par la suite avec des Grecs et Espagnols dans les années 1950 puis des Marocains, Turcs et autres personnes d'origine africaine.
En 1929, à l'occasion des Congrès internationaux d'architecture moderne, Victor Bourgeois propose un projet dans le but de moderniser ce quartier nord. Il faudra attendre les années 1960, après la Seconde Guerre mondiale pour que ce projet de modernisation soit relancé. Ce ne sera plus entrepris par Victor Bourgeois mais par deux promoteurs privés nommés Paul Vanden Boeynants et Charlies De Pauw dont le rêve est de créer (le) "World Trade Center". Le projet dit "Manhattan" prit place en 1967 avec la même idée, moderniser un quartier et transformer celui-ci en centre des affaires ce qui impliquait notamment la construction de 8 tours de 28 étages. Le quartier nord résulte donc d'une gigantesque opération immobilière visant à bâtir un quartier de tours de bureaux. Dans les années 1970, Bruxelles est touché par la crise économique et 4 tours seulement furent construites car les acheteurs n'arrivent pas à suivre. Le rêve des deux promoteurs privés ne se réalise pas, laissant un trou béant dans la ville.
Ce projet impliqua la destruction de la majorité des maisons existantes, on compte plus de 15 000 habitants expulsés à cette fin et les promesses liées à leur relogement ne furent pas tenues. Des milliers d'habitants se retrouvent donc sans habitation. Des comités d'action ont donc commencé à s'organiser et se sont manifestés, la "maison de quartier le pavé" créée en 1974 en est un exemple.
À partir de 1987, une relance économique permit de continuer la construction de tours le long des boulevards Albert II et Simon Bolivar, ce qui transforma l'espace Nord en un des plus grands quartiers d'affaires. En 2016, une ASBL nommée Up4North qui regroupe AG Real Estate, Allianz, AXA, Banimmo, Befimmo, Belfius, Immobel et Triuva, proposa de faire du quartier Nord un véritable quartier urbain. Selon eux, ce quartier regroupe de nombreux avantages comme sa localisation, les multiples transports, la densité de population, etc. Pour utiliser au mieux le potentiel de cet espace Nord, il faut que les acteurs privés et publics se rencontrent et travaillent ensemble.

## Géographie
Le quartier Nord est délimité par le quai de Willebroek et le quai des Usines à l'ouest. La rue Masui Prolongée (1000), la rue du Pavillon (1030), la rue d'Aerschot (1210) et la rue Gineste (1210) le délimitent à l'est et le Boulevard Baudoin (1000) ainsi que le tunnel Rogier (1000) au sud.

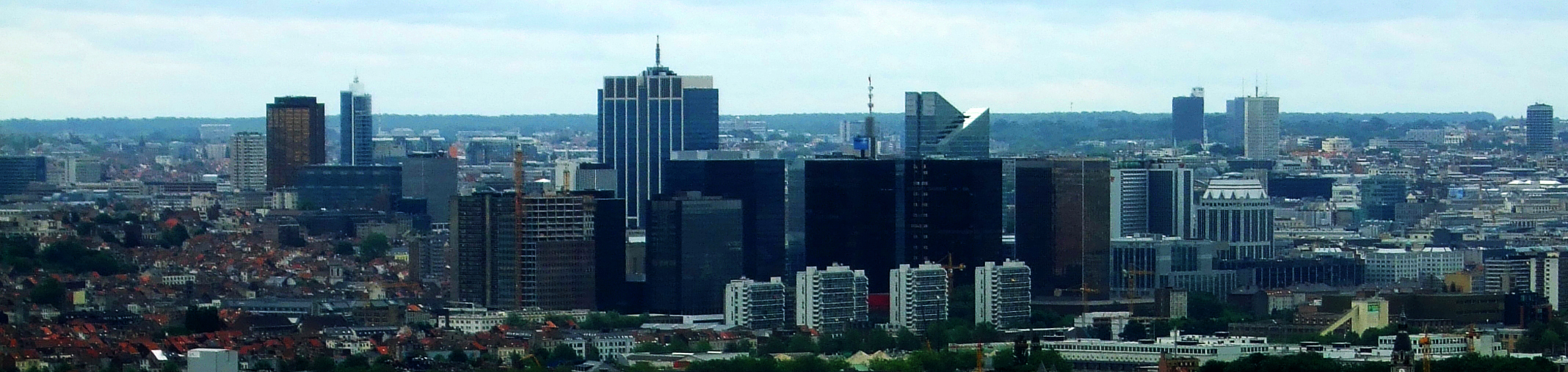
Vue panoramique de l'espace Nord à Bruxelles

## Principaux bâtiments
- Centre de Communication Nord
- Covent Garden
- Ellipse building
- Gare de Bruxelles-Nord
- Immeuble Boréal
- Manhattan Center
- North Galaxy Towers
- Résidence Nord
- Tour Baudouin
- Tour Rogier
- Tour Iris
- Tour TBR
- Tour Zénith
- Tours Möbius
- Tours Proximus

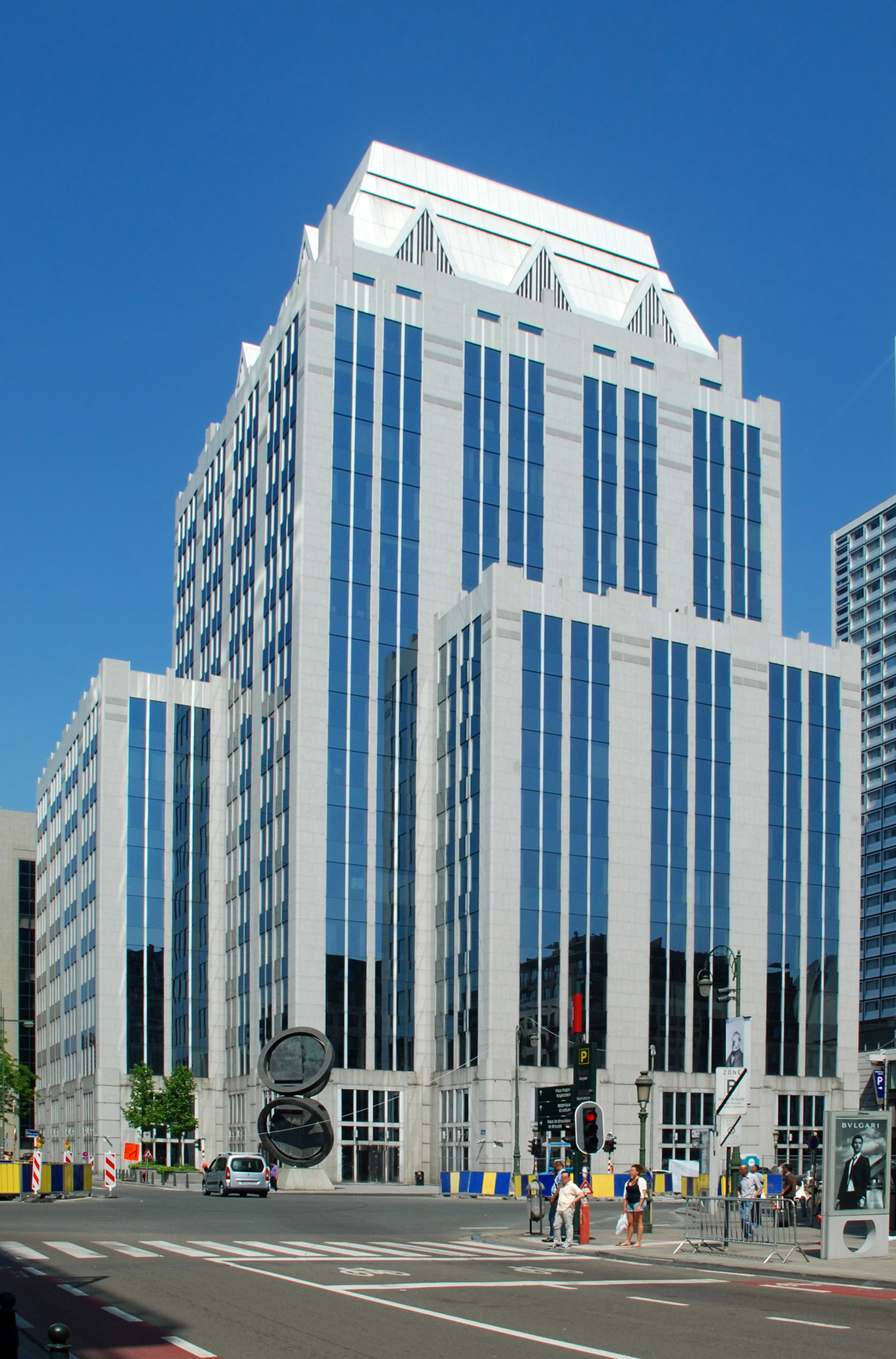
Tour Baudouin.
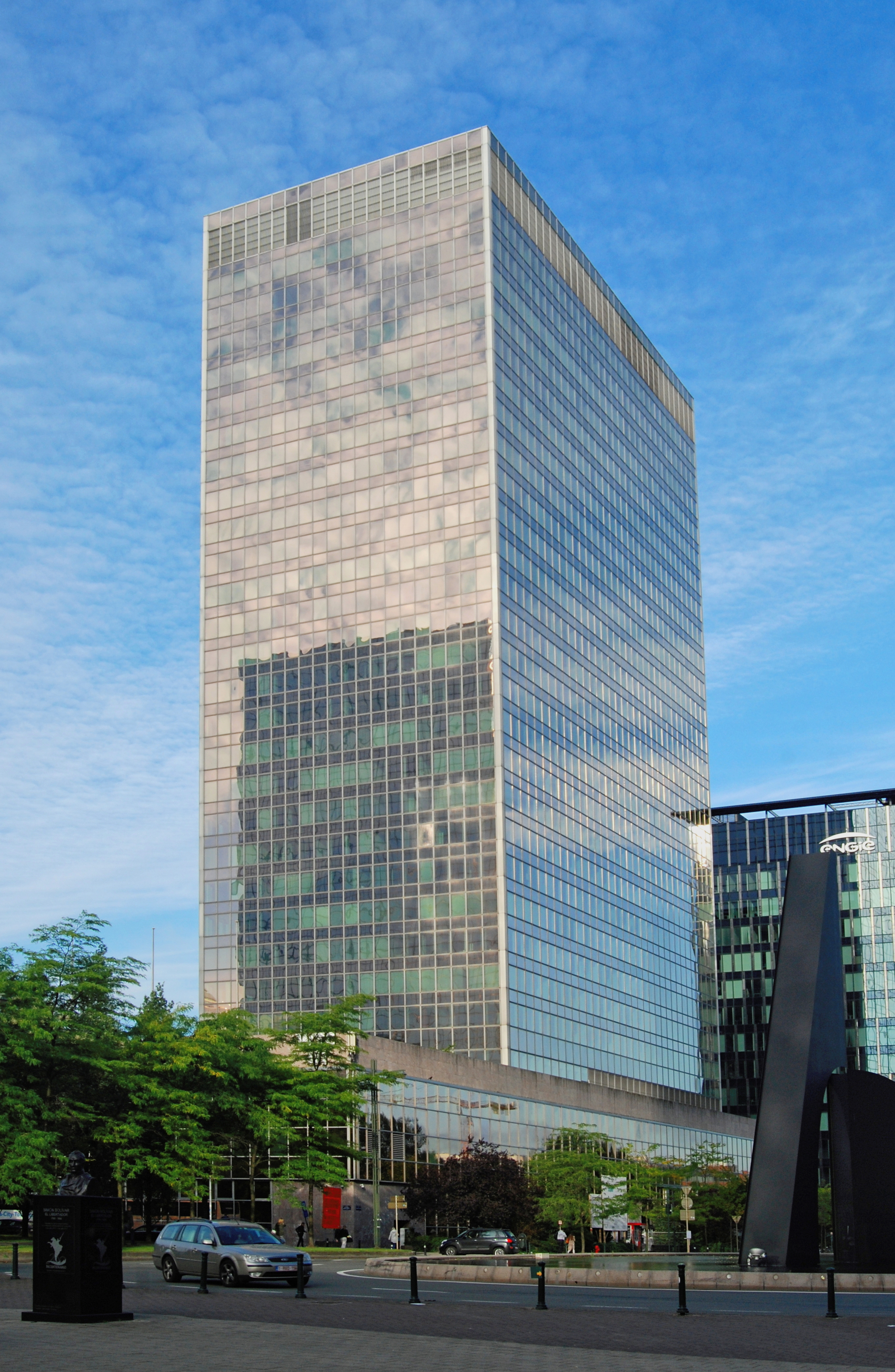
World Trade Center III.
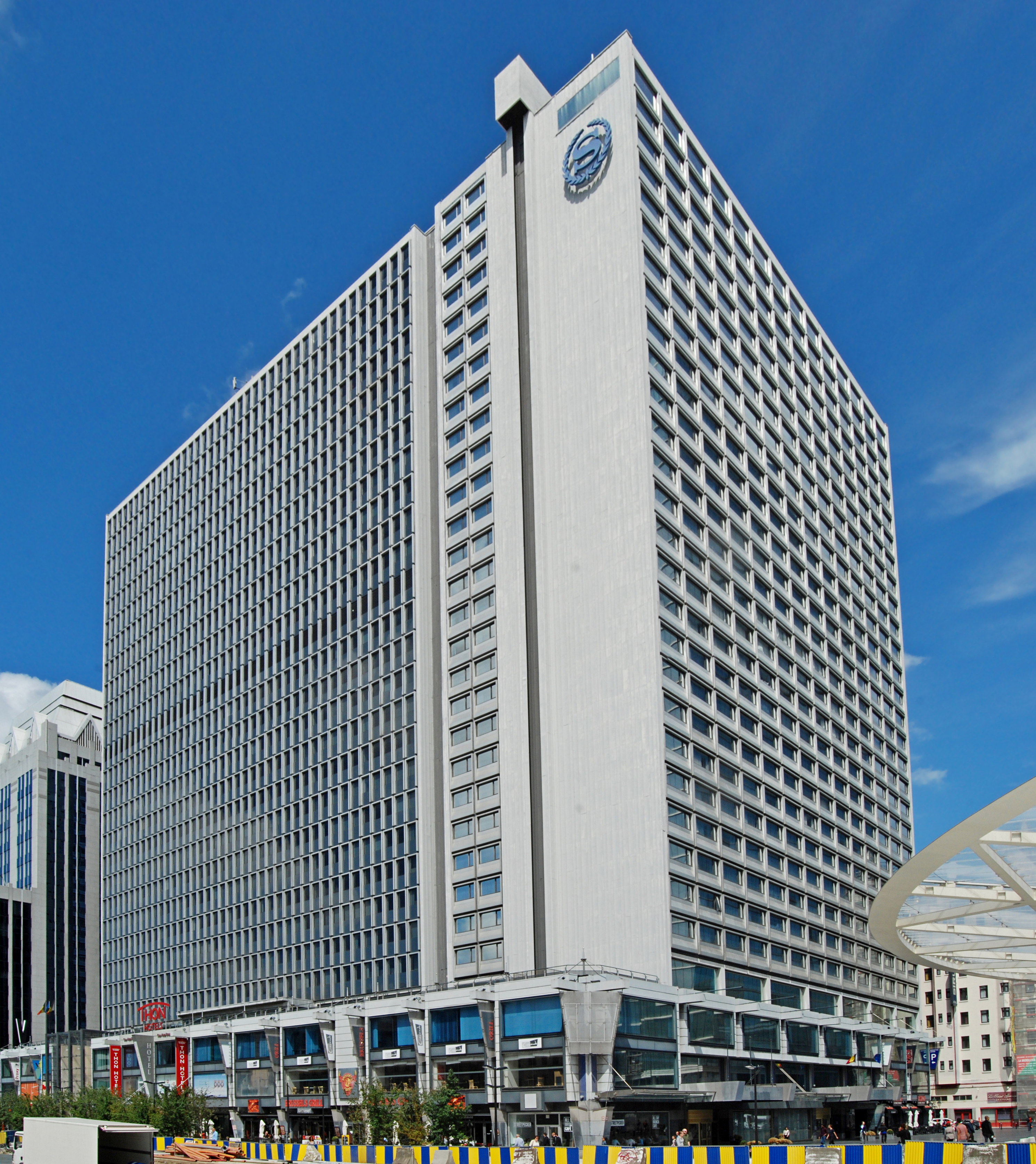
Manhattan Center.
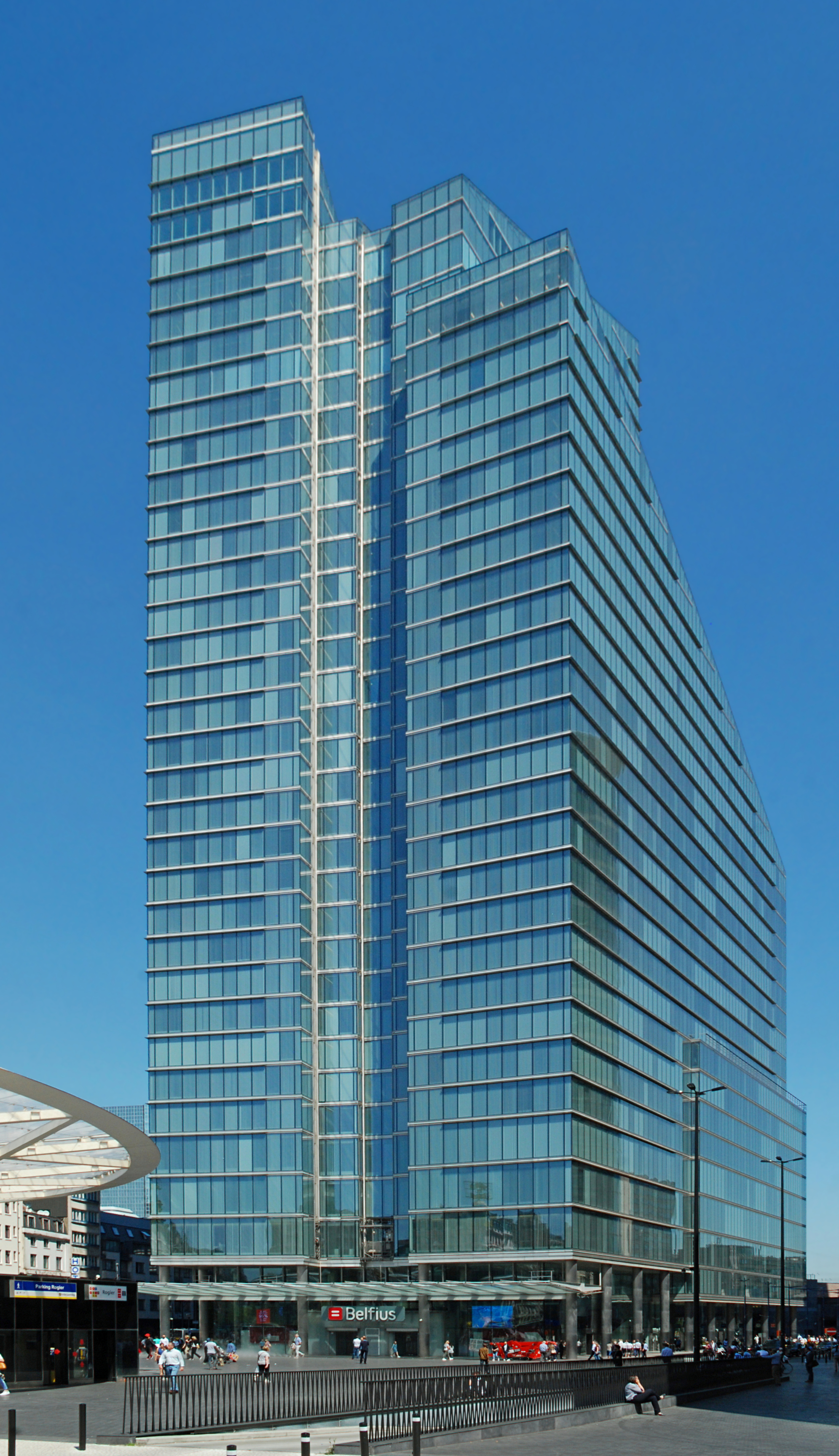
Tour Rogier.
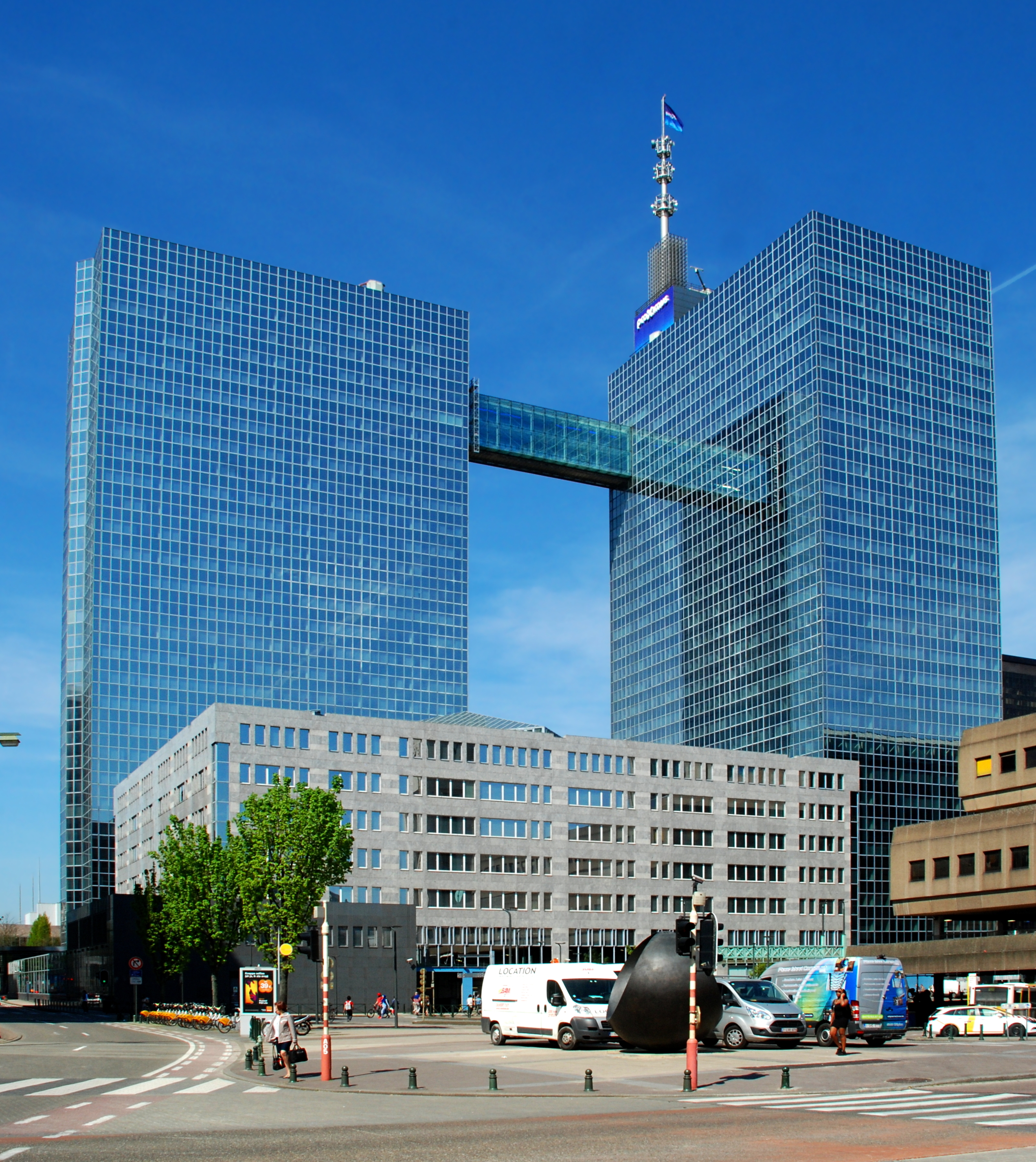
Tours Proximus.
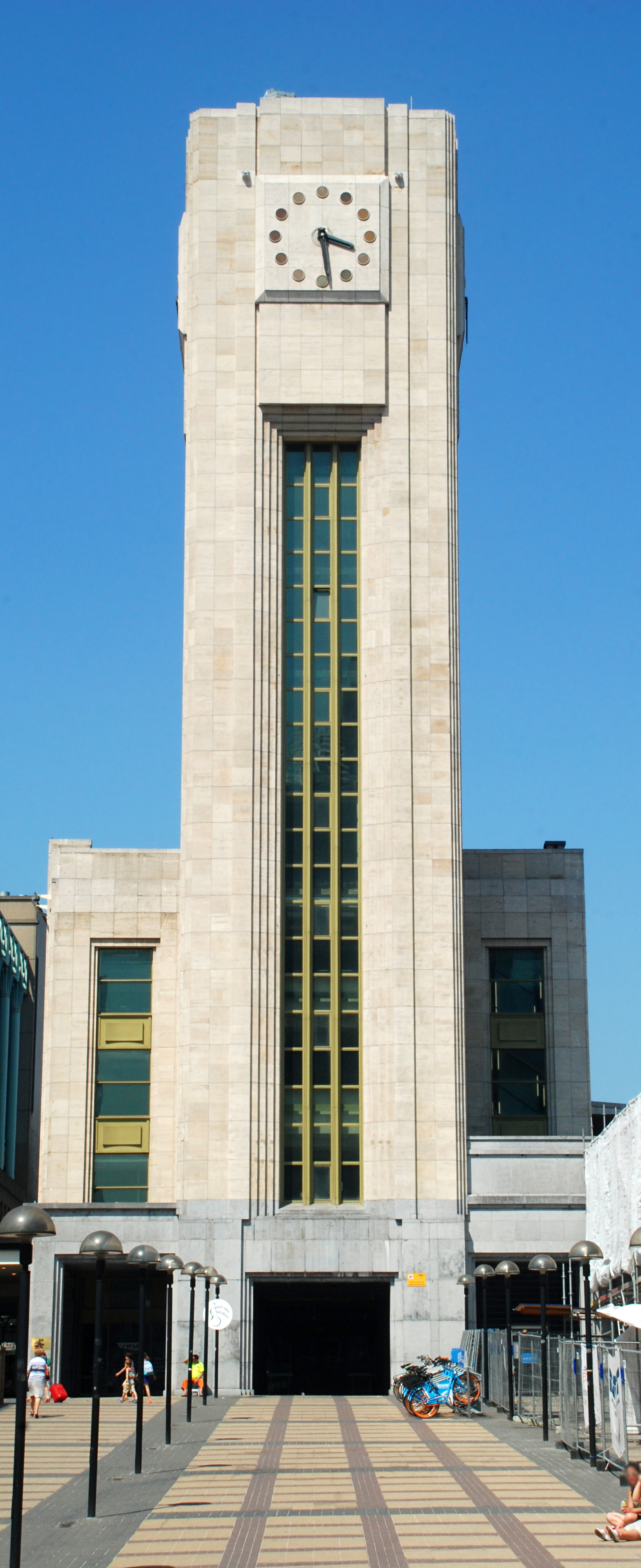
La gare du Nord.
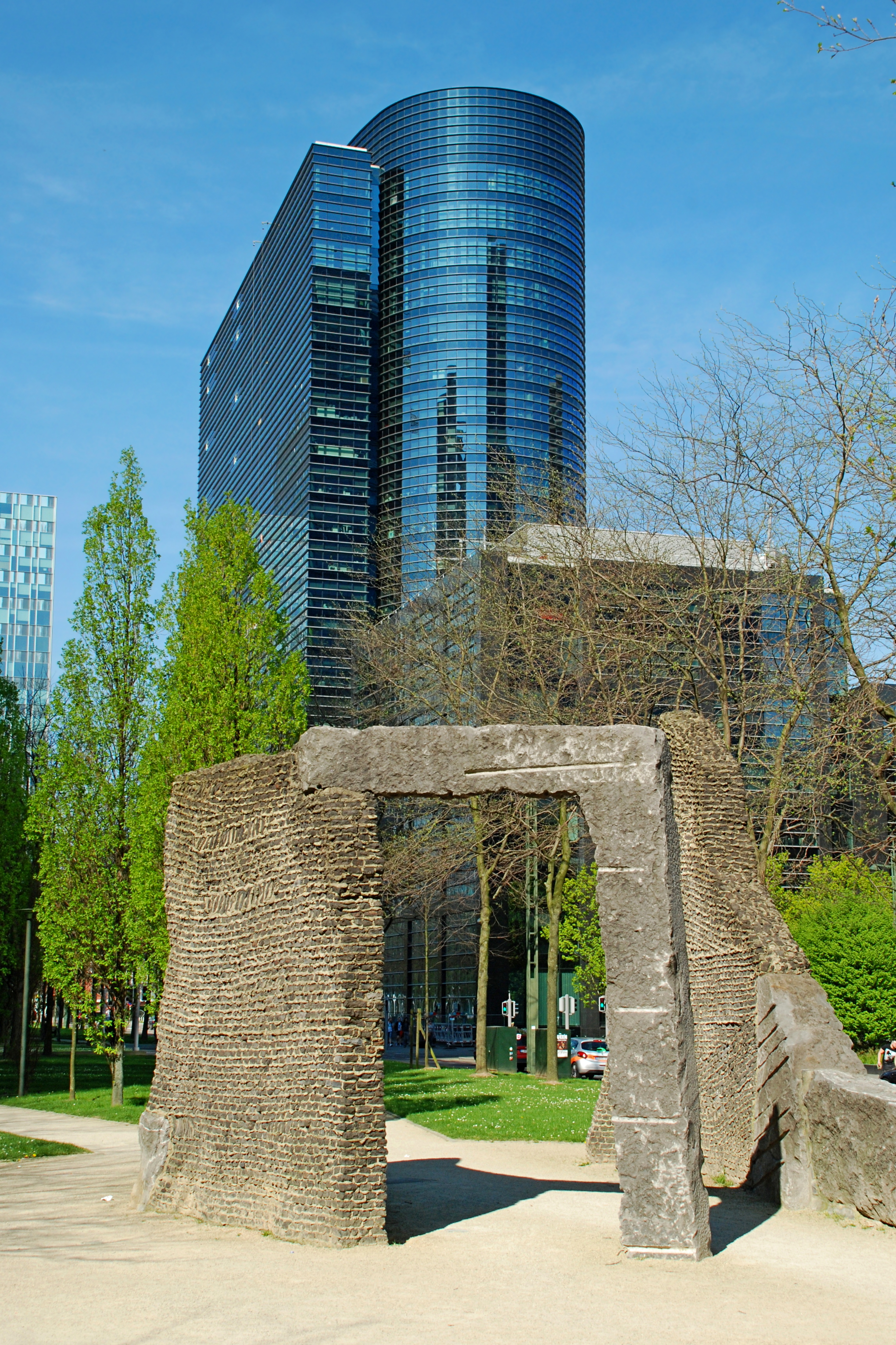
Ellipse building.
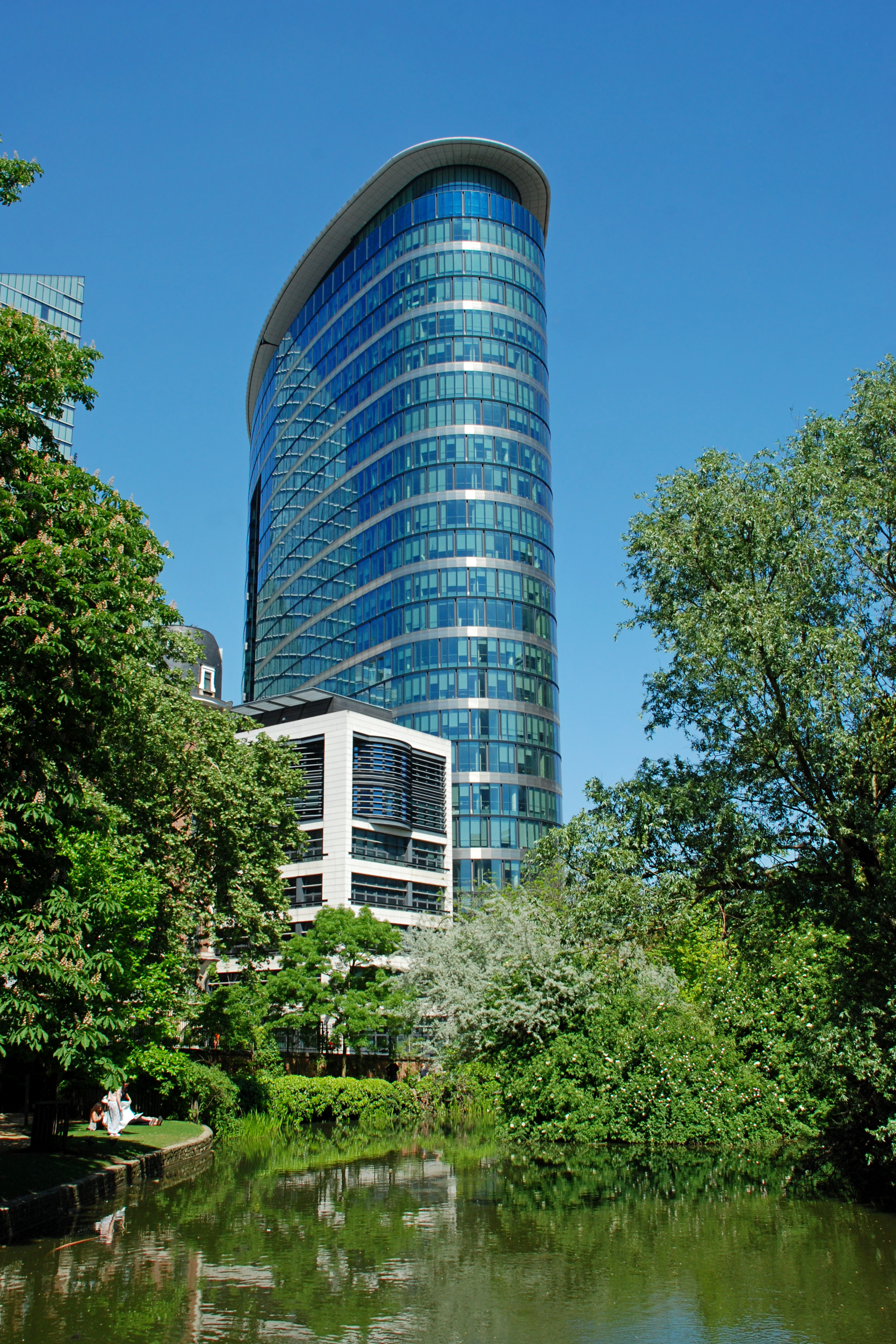
Covent Garden.
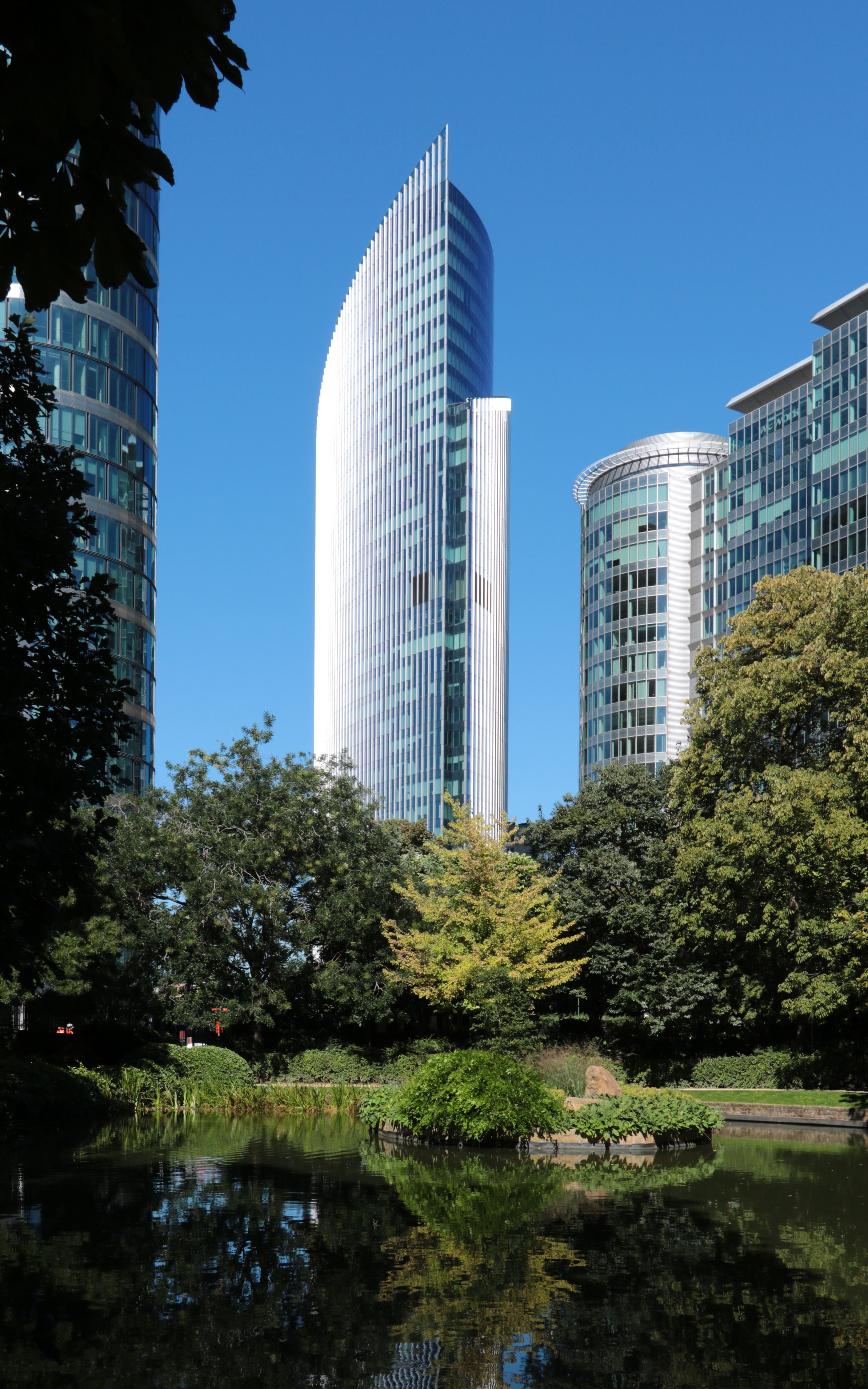
Tour Iris.
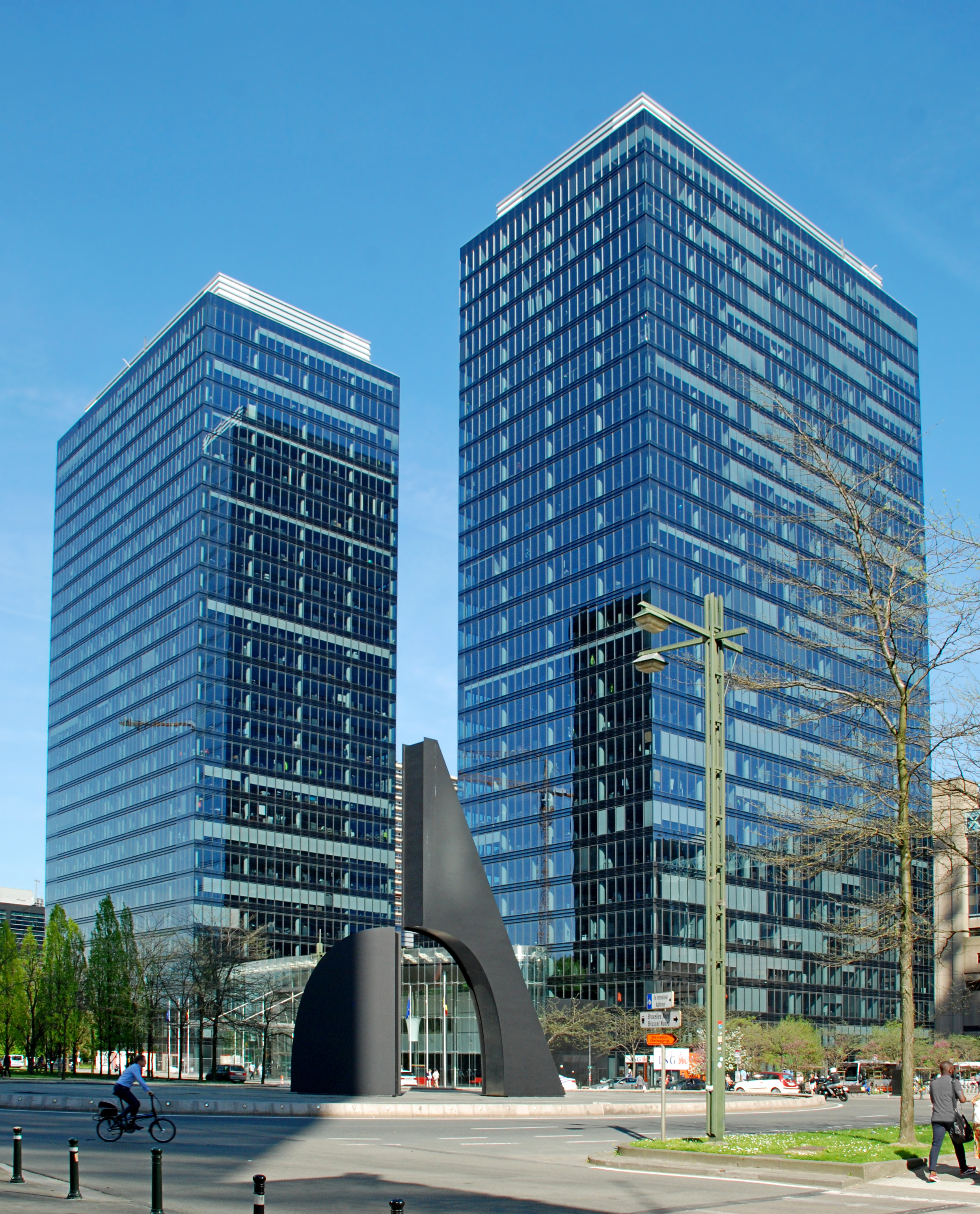
North Galaxy Towers.

## Économie

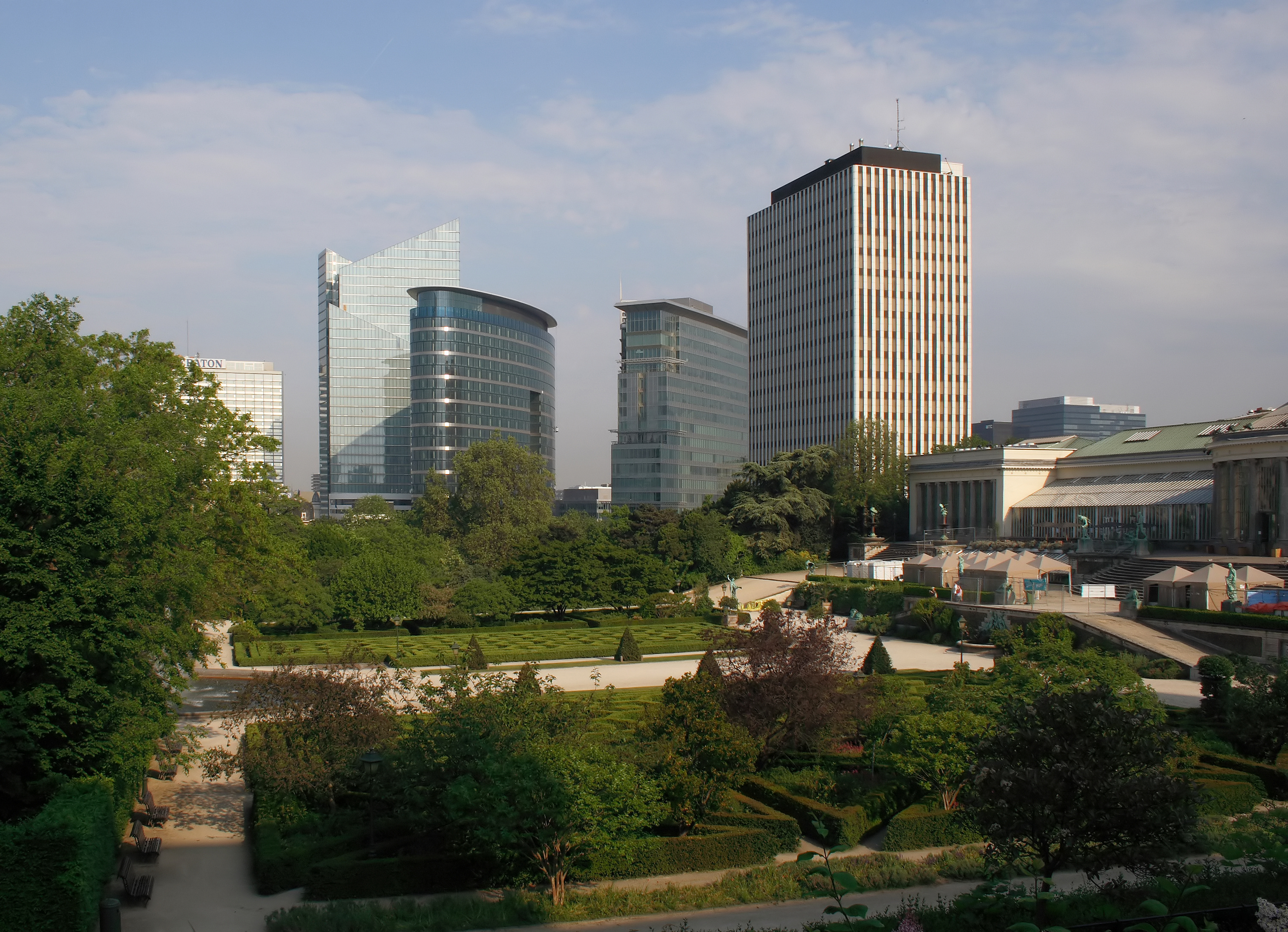
Vue du quartier Nord de Bruxelles depuis le Jardin botanique de Bruxelles.

Depuis le XXe siècle, l'économie est fluctuante dans le quartier Nord. De nombreuses entreprises et administrations y sont implantées, sous forme de gratte-ciels divisés en bureaux. Les plus grands sont Euroclear, Proximus, BICS SA, le Moniteur belge, le Service Public Fédéral Économie, etc.

## Transport
Le quartier Nord est très facile d'accès. À côté du réseau routier dont les grands axes sont souvent saturés, de nombreux transports en commun donnent accès au quartier. La gare du Nord ainsi que des arrêts de métro, de bus et de trams desservent le territoire. Le tunnel de semi-métro, démarrant du sous-sol de la gare, assure la connexion nord-sud de la capitale. Les trams 3 et 4 y circulent à une fréquence de passage de 3 minutes durant les heures de pointe et de 5 minutes durant les heures creuses.

## Manifestations
En raison de la présence de nombreux ministères et de la proximité immédiate de l'Otan, le quartier Nord est un lieu propice aux manifestations. De nombreuses manifestations, telles que des manifestations des « gilets jaunes », débutent ou passent par cet endroit. L'axe Nord-Sud de Bruxelles est très souvent emprunté lorsque des rassemblements nécessitent une mobilisation importante pour le maintien de l'ordre public.

## Culture
Le centre sportif et culturel Pôle Nord, Chaussée d'Anvers 208, est une infrastructure polyvalente mise en place principalement pour les habitants du quartier Nord. On y retrouve des cours de théâtre, de sport, des spectacles, concerts, etc. Le Centre de Littérature de Jeunesse de Bruxelles (CLJBxl), rue du Frontispice (1000), a pour but de conserver les livres de jeunesse et inciter ceux-ci à lire. Il y a également le Kabinet, avenue de la Reine (1000), une galerie d'art dont le but est de promouvoir des artistes bruxellois en organisant des « KABINET », évènement où différents artistes exposent leurs œuvres.

## Prostitution

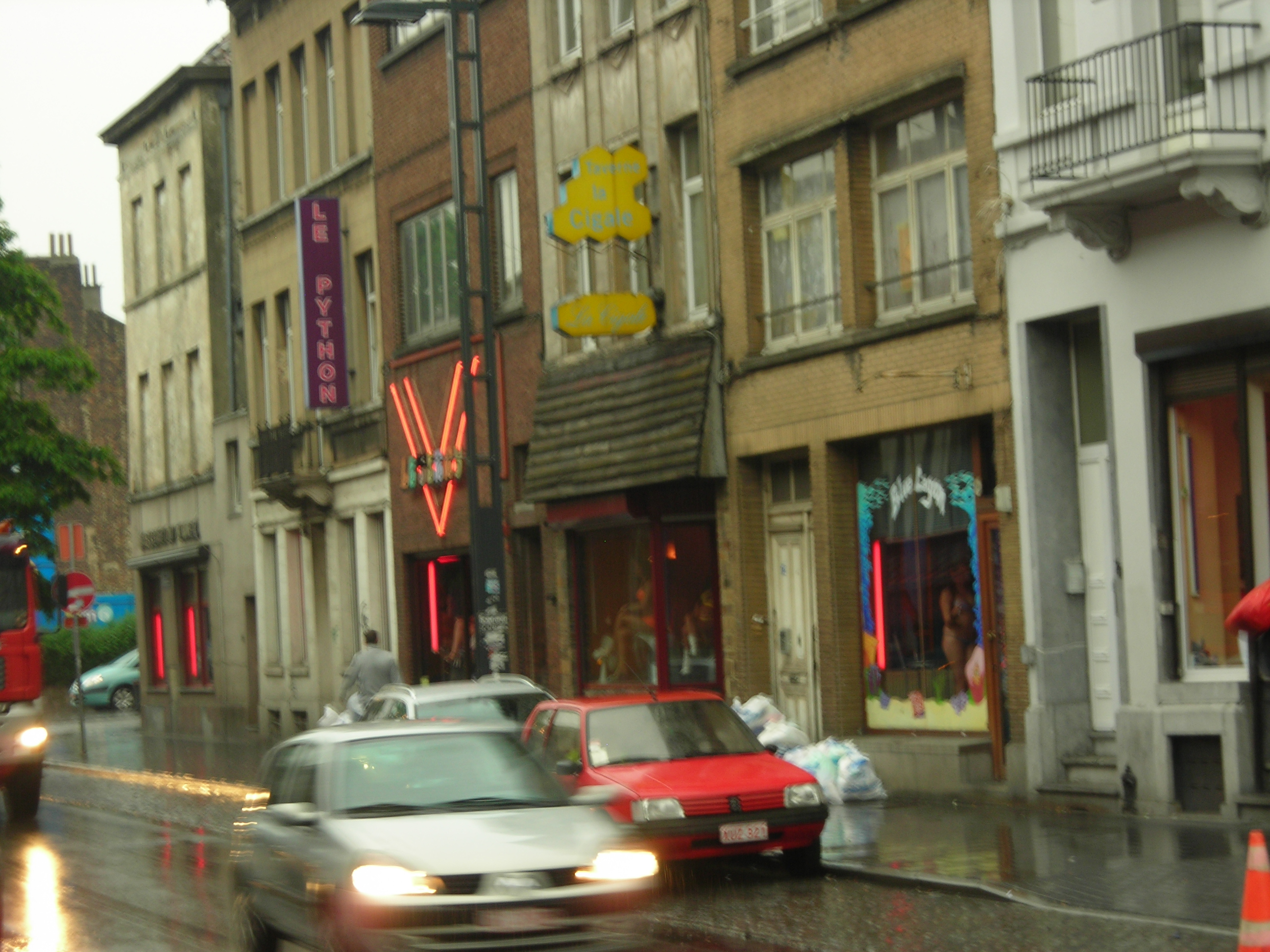
Rue d'Aerschot.

L'Est du quartier Nord est réputé pour la prostitution. La rue d'Aerschot, anciennement nommée rue de la Liberté en 1840, puis rue de Cologne jusqu'en 1919 en l'honneur de la première ligne de chemin de fer qui reliait Bruxelles-Cologne, est une rue internationalement connue. Cette rue qui longe les rails de gare du Nord regroupe des carrés, des rez-de-chaussée loués et des bars dans lesquels les "travailleuses du sexe" se prostituent.
Peu contrôlée par les autorités publiques, la rue héberge également des trafics de drogue accompagnés de criminalité. Les prostituées déclarent se sentir délaissées par la police du quartier. En raison de cette délinquance, le bourgmestre de Saint-Josse, Emir Kir, a mené une politique en 2013 pour lutter contre la prostitution abritée dans sa commune. Sa politique avait été critiquée par l'Union des travailleurs/travailleuses du sexe organisé(e)s pour l'indépendance (Utsopi) qui désirait avoir une meilleure sécurité de travail. Le bourgmestre finit par confirmer vouloir fermer les « carrés » du quartier nord.
En 2017, une volonté de changer le nom de la rue se fait ressentir, les habitants ne veulent plus avoir affaire avec le célèbre nom de cette rue qui attire de nombreux clients (du monde entier) et qui renvoie une image négative. Cette demande fut approuvée par le conseil communal de Schaerbeek en 2019, qui changera le nom d'une section de la rue d'Aerschot en rue de Cologne, son nom initial, dès le 1er janvier 2020.

## Migration
Beaucoup de migrants vivent dans le quartier Nord. Un des lieux privilégiés pour ceux-ci est le parc Maximilien. Des centaines de migrants y dorment, mangent, se promènent. Avant, ils y restaient en attendant de pouvoir introduire leur demande d'asile. Depuis quelques années, de moins en moins de migrants souhaitent demander l'asile en Belgique. Leur but est de rejoindre l'Angleterre car ils sont persuadés qu'ils pourront y trouver du travail facilement ou même y travailler clandestinement. Plusieurs opérations ont déjà été organisées pour venir en aide aux migrants telles que des évacuations, de nouvelles places d'accueil dans des sites sociaux, une opération d'hébergement dans des familles organisée par la Plateforme citoyenne, etc.
La gare du Nord servit de lieu de transit pour de nombreux migrants. Depuis l'hiver 2016-2017, entre 100 et 200 migrants, la plupart originaire de la corne d'Afrique, patientaient chaque jour dans le sous-sol de la gare. Pour la majorité, le but était également de rejoindre l'Angleterre pour y trouver du travail. Certains prenaient le train en direction de Zeebrugge tentant d'y trouver un camion allant en direction du Royaume-Uni. Le soir, ils revenaient loger sur place. La gare du Nord était leur point de ralliement. Cet endroit était très pratique car les migrants avaient accès au wifi, pouvaient recharger leur téléphones et des ASBL y distribuaient des vivres. Cette distribution de nourriture attirait également des sans-abris et un public toxicomane. Un Hub humanitaire, monté par des ONG et des acteurs associatifs (Médecins Sans Frontières, Médecins du Monde, Oxfam Solidarité, la Plateforme Citoyenne de Soutien aux Réfugiés, etc.), fournissait divers types d'aides aux migrants (soins médicaux, aide social, traçage familial, conseils juridiques, etc).
Le sous-sol de la gare n'étant pas adapté pour accueillir tout ce public, les migrants et sans-abris vivaient dans des conditions inhumaines (déchets, odeur d'urine, froid…). La coexistence de ces nombreux réfugiés venant de différents pays africains (Érythrée, Libye, Éthiopie, Soudan, Syrie, Somalie, etc.) n'était pas facile. Il y avait des tensions créées à cause des différentes cultures.
Quelques mesures furent prises pour améliorer les conditions de vie de ces migrants (mise en place d'un grand conteneur destiné aux déchets, urinoirs, davantage d'équipes de nettoyage, etc) mais ce n'était pas les réponses adaptées aux besoins.
En mai 2019, les bus des sociétés De Lijn et la Stib décidèrent de ne plus desservir l'arrêt « gare du nord », situé au sous-sol de la gare. Les chauffeurs déclaraient ressentir un sentiment d'insécurité.
Malgré la demande de nombreuses ASBL, le gouvernement fédéral refusait la création d'un centre d'accueil pour ces réfugiés. Ces réfugiés, n'ayant pas introduit de demande d'asile en Belgique, ne recevaient donc pas d'aide du gouvernement fédéral via Fedasil. La ministre à l'Asile et la Migration, Maggie De Block (Open Vld) ainsi que d'autres ministres fédéraux décidèrent alors de fermer le sous-sol de la gare et la zone de police Bruxelles Nord annonça un plan d'évacuation de tous les migrants pour permettre un nettoyage du lieu. Pour empêcher cela, les ONG ont pris les devants et ont conduit les migrants dans des centres d'hébergements. Là, ils seront suivis l'Agence fédérale pour l'accueil des demandeurs d'asile (Fedasil). Ceux qui décideraient de retourner loger à la gare seront emmenés vers des centres fermés. Depuis, le sous-sol de la gare est à nouveau ouvert.

## Criminalité
Depuis quelques années, la criminalité a fortement augmenté dans le quartier. Selon la zone de police Bruxelles Nord, il y a davantage de vols avec violence, de drogue, et de pickpockets. Cependant, la criminalité croissante n'est pas forcément due à la présence des migrants. Leur présence crée des tensions et éventuellement des bagarres entre eux mais pas une augmentation de la délinquance dans le quartier.